# Paul Humphreys

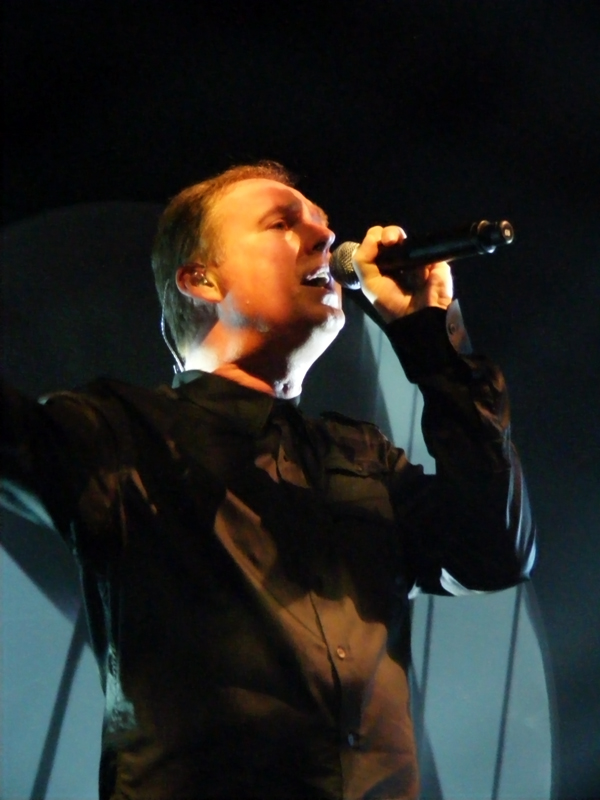
Paul Humphreys 2008

Paul Humphreys (född 27 februari 1960, i London, England) är en engelsk sångare, musiker och låtskrivare. Han startade bandet OMD 1978 tillsammans med Andy McCluskey.
Humphreys växte upp på Wirral tillsammans med barndomsvännen Andy McCluskey.